# Alexander Petrowitsch Pokrowski
Alexander Petrowitsch Pokrowski  (russisch Александр Петрович Покровский; * 21. Oktoberjul. / 2. November 1898greg. in Tambow, Gouvernement Tambow, Russisches Kaiserreich; † 2. Juli 1979 in Moskau) war ein Offizier der Roten Armee und zuletzt Generaloberst der Sowjetarmee, der während des Zweiten Weltkrieges unter anderem Chef des Stabes der Südwestfront (September bis Oktober 1941) sowie Chef des Stabes der 33. Armee (Mai bis Juli 1942) war. 

## Leben
Alexander Petrowitsch Pokrowski stammte aus einer Beamtenfamilie und trat während des Ersten Weltkrieges 1915 als Freiwilliger in die Kaiserlich Russische Armee ein. Er trat 1919 in die Rote Armee ein und nahm als Bataillons- und Regimentskommandeur am Russischen Bürgerkrieg teil. Nach verschiedenen Verwendungen in der Zwischenkriegszeit war er 1926 Absolvent der Militärakademie „M. W. Frunse“ und war nach seiner Beförderung zum Oberst am 28. November 1935 von 1935 bis 1938 Chef des Stabes des V. Schützenkorps sowie zwischen 1938 und 1940 zugleich Stellvertretender Chef des Stabes des Moskauer Militärbezirks, wobei er am 4. November 1939 zum KomBrig befördert wurde. 1940 wurde er Mitglied der Kommunistischen Partei der Sowjetunion (KPdSU). Nach seiner Beförderung zum Generalmajor am 4. Juni 1940 war er von 1940 bis 1941 Adjutant des Volkskommissars für Verteidigung Semjon Konstantinowitsch Timoschenko sowie 1941 kurzzeitig  Chef des Stabes der Reservegruppe. Nach Beginn des Deutsch-Sowjetischen Krieges fungierte er zwischen dem 10. Juli und dem 15. Oktober 1941 als Chef des Stabes auf dem Südwestlichen Kriegsschauplatz beziehungsweise vom 30. September bis 13. Oktober 1941 als Chef des Stabes der Südwestfront unter Marschall der Sowjetunion Semjon Timoschenko. Danach war er zwischen dem 31. Oktober und dem 25. Dezember 1941 erst Chef des Stabes der 60. Armee unter dem Befehlshaber Generalleutnant Maxim Alexejewitsch Purkajew sowie daraufhin vom 25. Dezember 1941 bis zum 23. Februar 1942 Chef des Stabes der 3. Stoßarmee, deren Befehlshaber ebenfalls Generalleutnant Purkajew war.
Im weiteren Kriegsverlauf war Generalmajor Pokrowski von Februar bis zum 3. Mai 1942 stellvertretender Stabschef für den westlichen Kriegsschauplatz sowie zwischen dem 3. Mai und dem 12. Juli 1942 Chef des Stabes der 33. Armee unter den Befehlshaber Kirill Afanassjewitsch Merezkow (4. Mai – 8. Juni 1942) beziehungsweise Michail Semjonowitsch Chosin (8. Juni – 18. Oktober 1942). Während er von Juli 1942 bis Februar 1943 stellvertretender Stabschef und Chef der Operationsabteilung der Westfront war, erfolgte am 4. Februar 1943 seine Beförderung zum Generalleutnant. Daraufhin war er vom 27. Februar 1943 bis zum 24. April 1944 unter den Befehlshabern Armeegeneral Georgi Konstantinowitsch Schukow (12. Oktober 1941 – 25. August 1942) beziehungsweise Generalleutnant Wassili Danilowitsch Sokolowski (27. Februar 1943 – 15. April 1944) Chef des Stabes der Westfront. Danach übernahm er am 24. April 1944 den Posten als Chef des Stabes der aus der Westfront hervorgegangenen 3. Weißrussischen Front unter den Befehlshabern Generaloberst Iwan Danilowitsch Tschernjachowski (15. April 1944 – 18. Februar 1945), Marschall der Sowjetunion Alexander Michailowitsch Wassilewski (18. Februar – April 1945) und zuletzt Armeegeneral Howhannes Baghramjan (April – 9. Juli 1945). In dieser Verwendung nahm er an der „Operation Bagration“ (22. Juni bis 20. August 1944), die mit einem Sieg der Sowjetunion endete und zum Zusammenbruch der deutschen Heeresgruppe Mitte führte, und wurde am 23. August 1944 zum Generaloberst befördert.
Nach Kriegsende war Generaloberst Pokrowski vom 9. Juli 1945 bis Juli 1946 Chef des Stabes des Weißrussischen Militärbezirks, dessen Befehlshaber zunächst Generalleutnant Wladimir Nikolajewitsch Rasuwajew (Juli 1945 – Februar 1946), daraufhin Marschall der Sowjetunion Semjon Timoschenko (Februar – März 1946) und im Anschluss Generaloberst Sergei Georgijewitsch Trofimenko (April 1946 bis März 1949) waren. Im Anschluss war er seit 1946 stellvertretender Chef des Generalstabs für militärwissenschaftliche Arbeit sowie im Anschluss von 1953 bis zu seinem Eintritt in den Ruhestand im Juli 1961 Leiter der Militärwissenschaftlichen Direktion des Generalstabs.
Für seine Verdienste wurde er mit dem Leninorden, drei Mal mit dem Rotbannerorden, dem Suworow-Orden Erster und Zweiter Klasse, dem Kutusoworden Erster Klasse, dem Bogdan-Chmelnizki-Orden Erster Klasse, dem Orden des Roten Sterns sowie der Medaille „Für die Verteidigung Moskaus“ ausgezeichnet.